# Potres na sjeveroistoku Indije 2016.
Potres na sjeveroistoku Indije 2016. naziv je za potres jačine 6,7 magnituda po Richteru i VII (Vrlo snažan) po Mercallijevoj ljestvici, koji je 4. siječnja 2016. pogodio područje 29 kilometara zapadno od grada Imphala u indijskoj saveznoj državi Manipuru.
U potresu je poginulo najmanje jedanaestero ljudi, a više od 200 ih je ranjeno uz veliku materijalnu štetu.
Potres je jako osjetio i u Bangladešu, sve do glavnog grada Dhake, uz petero poginulih osoba. Neki dijelovi Indije i Bangladeša ostali su i bez struje. Osim u Dhaki, potres se osjetio i u 600 kilometara udaljenoj Kalkuti i 1.750 kilometara udaljenom bivšem glavnom gradu Mjanmara Yangonu.
Mijanmarski državni meteorološki zavod u Naypyidawu je objavio da nisu primili dojavu o eventualnim žrtvama i šteti s mijanmarske strane granice.
| Država    | Poginuli | Ozljeđeni | Izvori |
| --------- | -------- | --------- | ------ |
| Indija    | 6        | 200       | [ 4 ]  |
| Bangladeš | 5        | 200       | [ 4 ]  |
| Ukupno    | 11       | 200       |        |

## Vanjske poveznice
- (engl.) Nedavni potresi u blizini Manipura, Indija na Earthquake Track Website